# Swibert Burkhard Schiverek
Swibert Burkhard Schiverek (auch Suibert; auch Burkhart, Burchhard; auch Schivereck; * 1. März 1742 in Brilon, Westfalen; † 29. August 1806 in Krakau) war ein österreichischer Botaniker.

## Leben
Schiverek studierte die Humanioren in seiner Geburtsstadt, Physik in Fulda und anschließend Medizin in Würzburg und in Wien unter anderem bei Anton de Haen, Heinrich Johann Nepomuk von Crantz und Nikolaus Joseph von Jacquin, wo er 1775 die Doktorwürde erlangte. Im selben Jahr wurde er auf die neu geschaffene Lehrkanzel für Chemie und Botanik an der Medizinischen Fakultät der Universität Innsbruck berufen, wo ihm ein klinisches Laboratorium eingerichtet wurde. Er unterrichtete Botanik nicht nur im Hörsaal, sondern unternahm mit seinen Studenten auch Exkursionen in die freie Natur und setzte sich für die Errichtung eines Botanischen Gartens ein, der allerdings erst nach seinem Weggang verwirklicht wurde. Er arbeitete an einem Werk Flora Tyrolensis, das nie vollendet wurde.
1781 zählte er zu den ersten Mitgliedern der von Alois Paul Trabucco gegründeten „Tyrolischen Gesellschaft der Künste und Wissenschaften“. Schiverek war Freimaurer und Meister der Innsbrucker Loge „Zu den drei Bergen“.
1782 wurde die Universität Innsbruck durch Kaiser Joseph II. aufgehoben und Schiverek an die Universität Lemberg versetzt, wo er 1783 wiederum der erste Professor für Chemie und Botanik wurde. Er erforschte die Mineralquellen in den Vorkarpaten und gründete den Botanischen Garten. Er legte ein umfangreiches Herbarium an und fertigte zahlreiche mykologische Zeichnungen an, veröffentlichte aber wenig. Von 1784 bis 1786 war er Dekan der Medizinischen Fakultät, 1786/1787 und 1798/1799 Rektor der Universität Lemberg. 1805 erhielt er den Lehrstuhl für Chemie und Botanik an der Medizinischen Fakultät der Jagiellonen-Universität in Krakau, wo er 1806 starb.

## Ehrungen
Nach ihm ist die Pflanzengattung Schivereckia Andrz. ex DC. aus der Familie der Kreuzblütler (Brassicaceae) benannt.